# Sawad
Sawad (in arabo ﺳﻮﺍﺩ‎?, Sawād) è il nome dato nel diwan al-kharāj - voluto dal secondo Califfo "ortodosso" ʿOmar ibn al-Khaṭṭāb - alle terre alluvionali formate dai fiumi Tigri ed Eufrate, poco prima del loro congiungimento nello Shatt al-'Arab e dal suo sfociare nel Golfo Persico.

Il Sawād è la zona ombreggiata.

Il termine si rifà alla radice araba  "s-w-d" (che indica il colore "nero"), considerando il contrasto del colore di quel terreno irriguo col verde delle coltivazioni e il bianco-avana del Deserto arabico circostante.
Il Sawād non fu ripartito tra i guerrieri che se n'erano impadroniti nel corso delle prime conquiste che coinvolsero la Siria-Palestina, l'Egitto e, appunto, la Mesopotamia, ma fu dichiarato dal Califfo bene demaniale, suscitando non pochi malumori tra i combattenti, vista l'estrema fertilità del suo terreno. 
In età omayyade ne usufruirono in particolare il fratello del Califfo Abd al-Malik ibn Marwan, Maslama ibn Abd al-Malik, e il wali dell'Iraq, al-Hajjaj ibn Yusuf, che v'impiegarono grandi capitali per condurre a buon fine un'impegnativa opera di canalizzazione, che moltiplicò i già buoni raccolti del Sawād.
In esso la manodopera servile fu abbondantemente impiegata, non solo per i più diretti compiti agricoli, ma per raschiare regolarmente lo strato superficiale del terreno, imbevuto dall'acqua canalizzata dei due fiumi e dalle marcite. L'accumulo di fosfati, se non rimosso, rendeva infatti sterile il terreno nel volgere di pochissimi anni e un enorme numero di schiavi, provenienti dalle coste orientali africane, visse per lunghi periodo in condizioni igieniche assai precarie.

Fu nell'area quindi che, in margine all'Anarchia di Samarra che quasi distrusse il Califfato abbaside, scoppiò alla fine del IX secolo la lunga e pericolosissima rivolta degli Zanj, domata con gran fatica e a prezzo di elevatissime perdite umane ed economiche da al-Muwaffaq, reggente per conto di al-Mu'tamid,    